# Limnia loewi
Limnia loewi är en tvåvingeart som beskrevs av Steyskal 1965. Limnia loewi ingår i släktet Limnia och familjen kärrflugor. Inga underarter finns listade i Catalogue of Life.